# Чарлі Берд
Чарлі Берд (англ. Charlie Lee Byrd; 16 вересня 1925 — 2 грудня 1999) — американський класичний та джазовий гітарист.
Чарлі Берд був одним із найпопулярніших гітаристів у Сполучених Штатах у 1950-х роках на Східному узбережжі США, відомим своїми концертами та записами. У світі Берд став знаменитим 1962 року, відтоді його ім'я нерозривно пов'язане з музикою босанова, яка спричинила справжній бум в Сполучених Штатах.
Інструменталіст, що успішно об'єднав джазову та класичну музику, він навіть звався «батьком нейлонового струнного джазу», бо свого часу був унікальним класичним гітаристом на джазовій сцені.
Класичний гітарний репертуар Берда поширювався від музики іспанського Відродження до творів XIX-XX століть з Центральної та Латинської Америки. Вивчення класичної техніки гри на іспанській гітарі дозволило йому грати найскладніші класичні гітарні композиції. Тому незабаром він досяг успіху як сольний гітарист на класичній гітарі.
Його різнобічний талант демонструють більш як 100 альбомів, записаних з 1957 року. Критики відзначали віртуозність його виконання і тонкий ліризм. Протягом майже 50 років він був незмінним учасником вашингтонського музичного життя, одним з популярізаторів бразильської музики і босанови в США.
До записів Чарлі Берда входять проданий більш ніж мільйоном платівок альбом Jazz Samba 1962 року, створений у співпраці з саксофоністом Стеном Гетцем та басистом Кітером Беттсом і номінований на Греммі Brazilian Soul (1981).
За популярізацію бразильської музики у світі уряд Бразилії в 1999 р. нагородив Чарлі Берда орденом Ріу-Бранку (порт. Ordem de Rio Branco).
Берд написав музику до фільмів «Dead to the World» (1961) і «While I Run This Race» (1967), до сценічних вистав 1970-х років, серед яких поставлена на Бродвеї «The Conversation of Patrolman O'Connor», а також вистава «The Purification» Теннессі Вільямса у вашингтонській Арена Стейдж.
1973 року Берд заснував групу Great Guitars за участю Барні Кессела та Герба Елліса.
Чарлі Берд новаторськи застосував техніку класичної гітари до різних джазових стилів і намагався зблизити європейські традиції з афро-американськими джазовими елементами. До того ж Берд мав глибоке розуміння блюзу, який він цінував протягом усього життя. Його високорозвинена іспанська та латиноамериканська техніка гри на класичній гітарі дозволила йому, як ніякому іншому гітаристу доти, відкрити нові обрії в джазі. Він об'єднав численні іноземні композиції з різними музичними стилями у своєму репертуар і створив свій власний стиль.
Берд є автором навчального посібника Charlie Byrd's Melodic Method for Guitar.

## Вибрана дискографія
- Byrd's Word (1955) — Original Jazz Classics
- Midnight Guitar (1957) — Savoy
- Mr Guitar (1959) із Кітером Беттсом — Original Jazz Classics
- The Guitar Artistry of Charlie Byrd (1960) — Riverside
- Blues Sonata (1961) — Riverside
- Jazz Samba (1962) — Verve
- Bossa Nova Pelos Passoros (1963) — Original Jazz Classics
- Brazilian Byrd (1965) — Columbia
- More Brazilian Byrd (1967) — Columbia
- Direct Disc Recording (1977) — Crystal Clear Records
- Brazilian Soul (1980) — Concord Jazz
- The Bossa Nova Years (1991) — Concord Jazz